# Cymota
Cymota is een historisch Brits merk van hulpmotoren.
De bedrijfsnaam was: Cymota Motor Components Ltd., Erdington, Birmingham.
De Cymota-hulpmotor was vrijwel gelijk aan de Solex, hoewel dit gecamoufleerd werd door een enorme kap die over het blokje was gebouwd. Het was een 45cc-tweetaktmotor die het voorwiel via een rol aandreef.
De Cymota werd alleen in 1950 en 1951 gemaakt en verkocht via de Blue Star Garages in Londen. 